# Église Saint-Nicolas-aux-Mouches
Pour les articles homonymes, voir Église Saint-Nicolas.
L'église Saint-Nicolas-aux-Mouches est un ancien édifice religieux catholique construit en 1633 et situé aux cloîtres Sainte-Croix à Liège. Elle a la particularité d'être la plus petite église de la ville de Liège.

## Chronologie
Une première église est fondée en 1025 et consacrée par Reginard en 1030. Dépendant de la collégiale Sainte-Croix dont le chevet se trouve à moins de 5 mètres, c'est la plus petite église de la ville. Elle doit une partie de son nom en reconnaissance de la cessation d’une épidémie causée par des mouches. Elle est aussi parfois appelée l'église Saint-Nicolas-le-Petit. Une deuxième église remplaçant la première est bâtie en 1494 et c'est en 1633 que l'édifice actuel est érigé. Désacralisée, elle devient maison de vicaire en 1803 et est transformée en habitation en 1816. Elle fut la demeure du sculpteur Halleux au XIXe siècle.

## Situation
Cette ancienne église se situe au no 1 des Cloîtres Sainte-Croix, une petite voie sans issue située à l'extrémité des rues Saint-Pierre et Sainte-Croix, dans le quartier Saint-Laurent à Liège non loin de la place Saint-Lambert.

## Description
Cette église aux dimensions modestes (environ 12 m sur 10 m) a été construite sur un plan octogonal. Les matériaux utilisés sont le grès houiller, la brique et la pierre calcaire (pierre de taille). Plusieurs baies ont été créées ou agrandies à la suite des diverses transformations lors de la mise en habitation du bâtiment. L'édifice ne possède pas de clocher .